# Cochinchine (danse)
Pour les articles homonymes, voir Cochinchine.
Probablement d'origine danoise, la Cochinchine aurait été introduite en France dès l'entre-deux-guerres, avant de profiter du revivalisme des années 1970 pour enfin acquérir sa popularité actuelle. La danse s'apparente à la troïka russe.

## Description de la danse
La cochinchine se danse par groupes de trois danseurs, sur deux phrases distinctes.
Lors de la première phrase, les danseurs forment un cercle en se tenant par les mains, et tournent d'un pas sautillant.
Lors de la deuxième phrase, deux danseurs se lâchent les mains. Le troisième, qui se retrouve « pilier » du trio, fait passer son partenaire de droite sous son bras gauche, puis celui de gauche sous son bras droit, etc., jusqu'au retour à la première phrase.

### Sources
- Yves Guilcher, La Danse traditionnelle en France. D'une ancienne civilisation paysanne à un loisir revivaliste, Paris, Librairie de la danse, édition FAMDT, 1998.